# Dactylosternum hydrophiloides
Dactylosternum hydrophiloides är en skalbaggsart som först beskrevs av Macleay 1825.  Dactylosternum hydrophiloides ingår i släktet Dactylosternum och familjen palpbaggar. Inga underarter finns listade i Catalogue of Life.